# Literata
Literata est une police de caractères créée par Type Together pour Google Play. Elle est créée pour établir une identité graphique propre à Google Play et remplace Droid Serif comme police par défaut dans ses livres numériques en mai 2015. Elle est inspirée des humanes et le Scotch Roman.
Le 5 décembre 2018, la police Literata est publié sous la licence SIL Open Font License sur GitHub.